# Knud Danielsen
Knud Danielsen, född 2 juli 1884, var en dansk motorsportman och cykelledare. Han var under 1920-talet en av Danmarks bästa bilförare och senare en av landets mest kända ledare inom cykel- och simsport.
Danielsen, som även var verksam som grosshandlare i Köpenhamn, tävlade på Fiat och Buick. Han vann flera av de stora danska landsvägstävlingarna, bland annat Odense–Breslau–Odense (omkring 2 600 km på 41 timmar och 38 minuter) 1925 och Madrid–Kruså–Köpenhamn (omkring 3 000 km på 46 timmar) 1928. Han var i många år styrelseledamot i Dansk Motor Klub och medlem av tävlingskommittén för hastighetstävlingarna på Fanø 1919–1924. Sedan han 1928 slutat som aktiv inom motorsporten, verkade han inom dansk cykelsport. Han blev 1927 medlem av Dansk Bicykle Club och var 1939–1945 ordförande i Dansk Cykle Union for Landevejssport samt initiativtagare till den 1942 grundade Understøttelsesfond for Landevejsryttere. Han valdes 1944 till kassör i Dansk Svømme- og Livredningsforbund.